# Fijn hoorntjeswier
Fijn hoorntjeswier (Ceramium tenuicorne) is een roodwier dat behoort tot de familie Ceramiaceae van de orde Ceramiales.